# Roberto de Oliveira Campos
Roberto de Oliveira Campos   (Cuiabá, 17 d'abril de 1917 - Rio de Janeiro, 10 d'octubre de 2001) va ser un economista, professor, escriptor, diplomàtic i polític brasiler.

## Biografia
Nascut a Mato Grosso, provinent d'una família d'origen humil, es va graduar en Filosofia i Teologia en un seminari catòlic. Va exercir la carrera diplomàtica després de passar un concurs públic al ministeri d'afers exteriors. Va ser nomenat cònsol de tercera classe a Washington, i, en aquesta ciutat, va graduar-se en Economia per la Universitat George Washington. Poc temps després, va ser promogut a cònsol de segona classe, i va ser designat segon secretari a Washington DC. Va formar part de la delegació del Brasil en la Conferència de Bretton Woods, que va crear el Fons Monetari Internacional i el Banc Mundial. Després d'això, es va unir a la representació brasilera davant les Nacions Unides a Nova York, on va cursar la postgraduació en Economia per la Universitat de Colúmbia.
Més endavant, es va convertir en part de l'assessoria econòmica del president Getúlio Vargas, sent un dels idealitzadors de Petrobras. En el govern Juscelino Kubitschek, va ser un dels Presidents del Banc Nacional de Desenvolupament Econòmic i Social i va tenir una participació important en el Pla de Metes.
Va exercir els càrrecs d'ambaixador del Brasil a Washington, en el govern João Goulart; i a Londres, en el govern Ernesto Geisel. Després del Cop d'Estat de 1964, va ser ministre de Planificació durant el govern de Castelo Branco, quan va promoure moltes reformes econòmiques. També va ocupar interinament la cartera de Finances. Va estar darrera de la creació del Banc Central del Brasil, de l'Estatut de la Terra i del Fons de Garantia.
El 1982, va ser elegit senador pel seu estat natal, Mato Grosso. El 1990, en comptes de disputar la reelecció com a senador, va preferir presentar-se com a candidat a diputat federal per Rio de Janeiro, sortint elegit aquell any i reelegit el 1994. El 1998, Campos va disputar les eleccions per una cadira al Senat Federal, també per l'estat fluminense, però Sartunino Braga va endur-se l'escó per una diferència del 5% dels vots.
Roberto Campos va escriure, durant anys, articles sobre economia, per a diaris, destacant-se com un gran polemista. Va deixar diversos llibres publicats sobre política econòmica. El 23 de setembre de 1999, va ser elegit membre de l'Acadèmia Brasilera de Lletres. Va morir d'un infart agut de miocardi el dia 9 d'octubre de 2001, a Rio de Janeiro.

## Obra publicada
- Economia, planejamento e nacionalismo (1963).
- Ensaios de história econômica e sociologia (1964).
- A moeda, o governo e o tempo (1964).
- Política econômica e mitos políticos (1965).
- A técnica e o riso (1967).
- Reflections on Latin American Development - University of Texas Press (1967).
- Do outro lado da cerca (1968).
- Ensaios contra a maré (1969)
- Temas e sistemas (1970).
- Função da empresa privada (1971).
- O mundo que vejo e não desejo (1976).
- Além do cotidiano (1985).
- Ensaios Imprudentes (1987).
- Guia para os perplexos (1988).
- O século esquisito (1990).
- Reflexões do crepúsculo (1991).
- A lanterna na popa (Memórias) (1994).
- Antologia do bom senso (1996).
- Na virada do milênio (Ensaios) (1998).